# Zawisza Czarny (dramat)
Zawisza Czarny – fragmenty utworu lub utworów napisane przez Juliusza Słowackiego najprawdopodobniej w latach 1844–1845. Publikowane od 1879. Dramat po raz pierwszy wystawiony w Krakowie i Lwowie w 1910.
Zapiski, dość chaotyczne, wielokrotnie przerabiane i skreślane, nie pozwalają na rekonstrukcję utworu. Dlatego też publikowano go w różnych układach, także dzieląc dramat na dwa lub cztery utwory.
Akcja utworu skoncentrowana jest wokół bitwy pod Grunwaldem i śmierci Zawiszy Czarnego z Garbowa w 1428. Związany jest z ideami okresu mistycznego w twórczości Słowackiego. Postać Zawiszy symbolizuje polskiego ducha narodowego. Drugim głównym bohaterem dramatu jest Władysław II Jagiełło. Ukazany jest konflikt między ich duchami (m.in. przedstawiony w sprawie przymierza z Niemcami, na temat którego mają odmienne opinie). Zawisza wyrzeka się osobistego szczęścia na rzecz służby Polsce. Wkrótce ginie w czasie wyprawy Zygmunta Luksemburskiego na Turków.